# Retrullés
Retrullés (Retruyés en asturiano) es una pequeña aldea situada al norte del concejo asturiano de Lena, en la parroquia de Villallana (España).
Se encuentra a unos 5,5 km de la capital del concejo, a una altitud media de 600 metros sobre el nivel del mar.
Según el INE en 2005 su población era de 40 habitantes, de los cuales 18 eran varones y 22 mujeres.
- Datos: Q6106834